# Sønder Vedby Skovhuse
Sønder Vedby Skovhuse – miasto w Danii, w regionie Zelandia, w gminie Guldborgsund.